# El Dátil, Baja California Sur
El Dátil är en ort i Mexiko.   Den ligger i kommunen Mulegé och delstaten Baja California Sur, i den västra delen av landet, 1 600 km nordväst om huvudstaden Mexico City. El Dátil ligger 6 meter över havet och antalet invånare är 162.
Terrängen runt El Dátil är platt åt sydväst, men åt nordost är den kuperad. Havet är nära El Dátil åt sydväst.